# اندروسارکوس
اندروسارکوس (نام علمی: Andrewsarchus) یک سرده از پستانداران گوشت‌خوار منقرض‌شده است که بین ۴۸ تا ۴۱ میلیون سال پیش در آسیا می‌زیست. این سرده شامل یک گونه شناسایی‌شده به نام اندروسارکوس مغولی می‌شود. بقایای یافت شده از اندروسارکوس شامل تنها یک جمجمه بزرگ و چند دندان است که این بقایا در سال ۱۹۲۳ میلادی توسط روی چپمن اندروز کاوشگر آمریکایی در مغولستان داخلی چین کشف و به افتخار وی در سال ۱۹۲۴ میلادی توسط هنری فرفیلد آزبورن دیرینه‌شناس آمریکایی اندروسارکوس نام‌گذاری شد. از اندروسارکوس اغلب به عنوان بزرگ‌ترین پستاندار گوشت‌خوار تاریخ یاد می‌شود.

## طبقه‌بندی
اندروسارکوس در گذشته در راسته میان‌پنجه‌سانان طبقه‌بندی می‌شد اما اکنون اعتقاد بر این است که این جانور به راسته جفت‌سم‌سانان تعلق دارد و نزدیک‌ترین خویشاوندان آن کامل‌دندانان منقرض‌شده هستند. اندروسارکوس همچنین با نسبتی دورتر با اسب‌آبیان و آب‌بازسانان ارتباط خویشاوندی دارد.

## توصیف

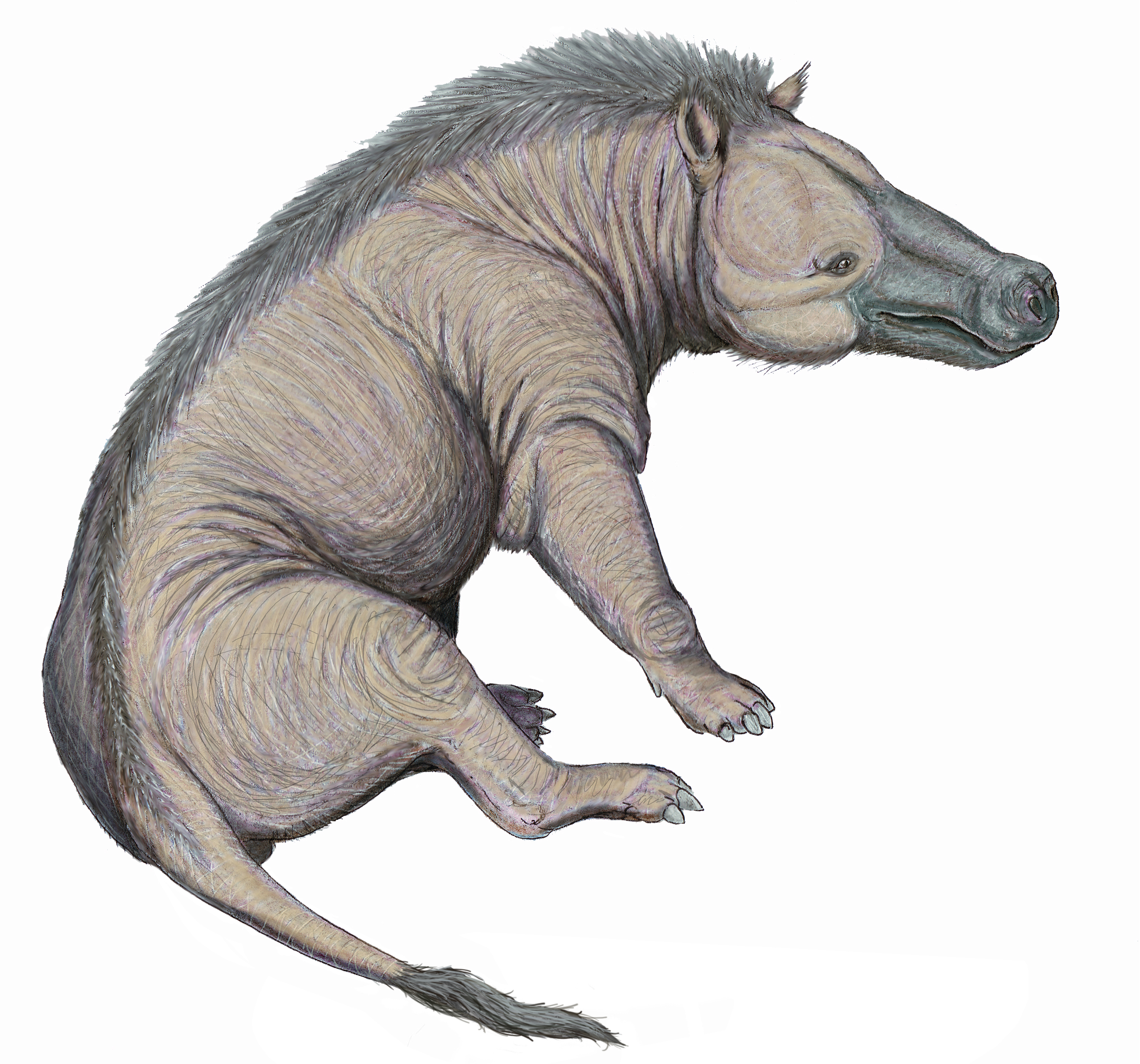
یک انگاشت هنری از پیکر اندروسارکوس مغولی

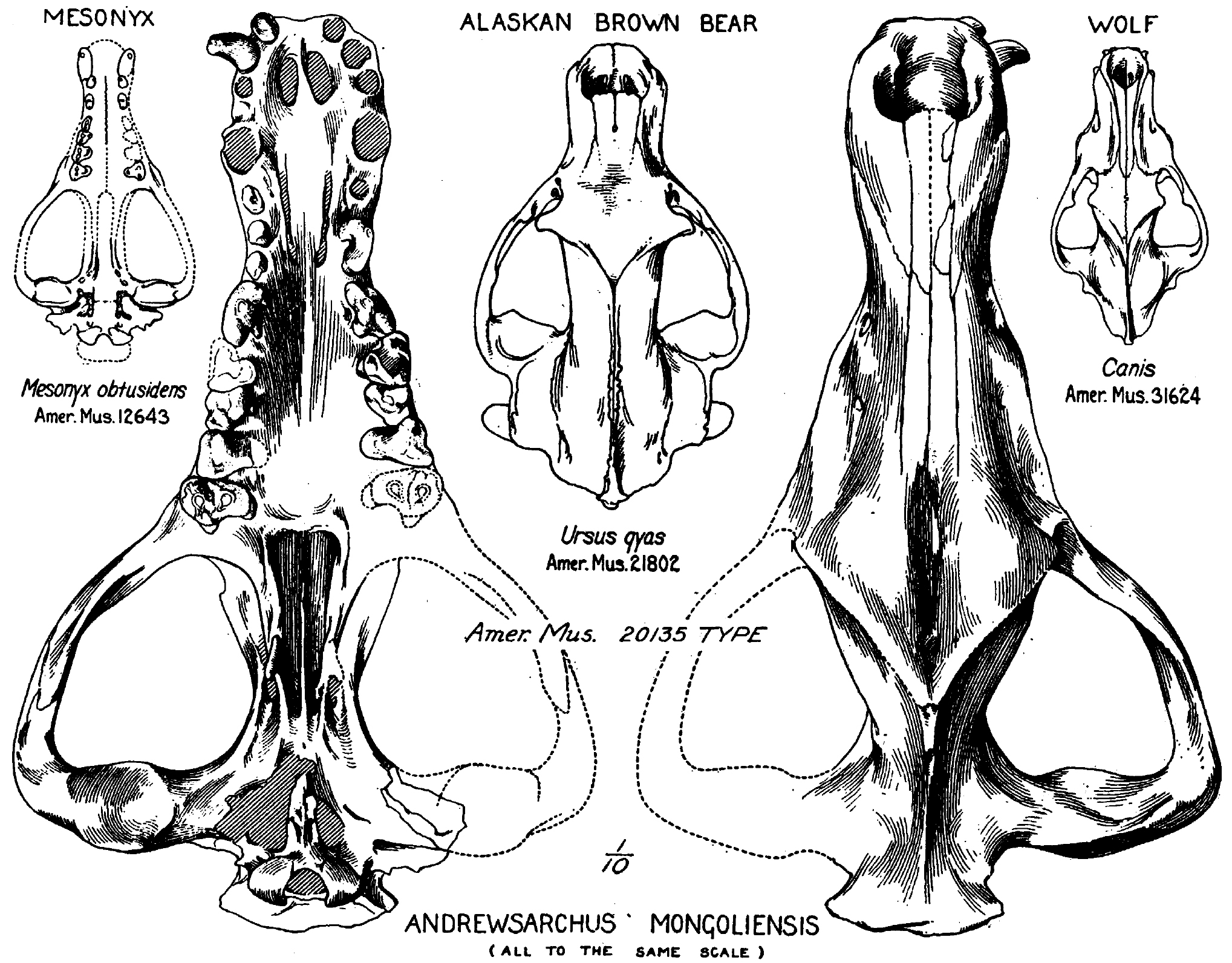
مقایسه جمجمه اندروسارکوس با پستانداران گوشت‌خوار دیگر

طبق برآوردهای انجام شده اندروسارکوس حدود ۴ متر طول، ۱٫۵ متر ارتفاع و ۸۰۰ کیلوگرم وزن داشته است. این جانور به احتمال قوی مانند سم‌داران امروزی به جای پنجه‌های تیز دارای سم بر روی انگشتانش بوده و از آرواره و دندان‌های بزرگ و کفتارمانند خود برای شکار استفاده می‌کرده‌است. جمجمه اندروسارکوس حدود ۸۳ سانتی‌متر طول و ۵۶ سانتی‌متر عرض داشت که این مقادیر دو برابر بزرگ‌تر از جمجمه بزرگ‌ترین خرس‌های امروزی است. در هر طرف از آرواره این جانور ۳ دندان پیش، ۱ دندان نیش، ۴ دندان آسیای کوچک و ۳ دندان آسیای بزرگ قرار داشت.